# Armando Toracca
Armando Toracca, anche conosciuto come Ramon (La Spezia, 3 aprile 1951), è un pilota motociclistico italiano ritiratosi dall'attività agonistica.

## Carriera
Esordì nel 1970 nella gara in salita Camucia-Cortona, con una Bultaco 175, vincendo la categoria e arrivando 5º nella classifica assoluta. In quell'anno finì il Campionato Italiano Juniores della 250 al 13º posto.
Nel 1971 fece il suo esordio tra i Seniores e debuttò nella classe 125 del Motomondiale, al GP delle Nazioni, dovendosi ritirare per la rottura della sua Aermacchi Harley-Davidson Aletta Oro. Terminò il Campionato Italiano Velocità della "350" al 7º posto con una vecchia Aermacchi Ala d'Oro. La buona prestazione attirò su di lui l'interesse della Paton, che affidò allo spezzino la sua 500 bicilindrica.
Con la mezzo litro milanese Toracca corse fino al 1975, ottenendo come migliore risultato il 3º posto nell'Italiano 1974, anno in cui vinse il titolo nazionale della 250 con una Yamaha TD e si classificò 6º nel GP delle Nazioni, conquistando 5 punti nella classifica iridata.
La stagione 1975 fu anche l'anno del suo ingaggio da parte dell'MV Agusta, in sostituzione di Gianfranco Bonera infortunatosi a Modena in gara. Il suo debutto sulla 500 di Cascina Costa avvenne al GP di Francia, finito al 4º posto dietro il compagno di Marca Phil Read. Toracca partecipò ad altri tre GP sotto le insegne MV (Austria, Germania e Nazioni), finendo sempre al 4º posto tranne che in Germania, dove si ritirò per rottura del magnete. Ripresosi Bonera, Toracca continuò la stagione da privato, in sella ad una Suzuki-SAIAD bicilindrica derivata dalla "Titan", terminando al 9º posto il Mondiale della mezzo litro.
Nel 1976 fu ingaggiato dal team di Roberto Gallina, insieme a Marco Lucchinelli: poco motivato, Toracca lascerà la squadra durante la stagione. L'anno successivo, di nuovo da privato, andrà a punti in 5 GP della 500 con una Suzuki RG, ottenendo anche il suo unico podio nel Mondiale (3º al "Nazioni"). Il 1977 fu l'ultima stagione da pilota a tempo pieno per il centauro spezzino: dopo alcune gare nel 1978, infatti, Toracca decise di chiudere la sua carriera.

## Risultati nel motomondiale

### Classe 125
| 1971 | Classe | Moto      |  |  |  |  |  |  |  |  |  |    |     |  |  | Punti | Pos. |
| ---- | ------ | --------- |  |  |  |  |  |  |  |  |  | -- | --- |  |  | ----- | ---- |
| 1971 | 125    | Aermacchi |  |  |  |  |  |  |  |  |  | NE | Rit |  |  | 0     |      |

| Legenda | 1º posto        | 2º posto            | 3º posto            | A punti      | Senza punti        | Grassetto – Pole position Corsivo – Giro più veloce |
| Legenda | Gara non valida | Non qual./Non part. | Ritirato/Non class. | Squalificato | '-' Dato non disp. | Grassetto – Pole position Corsivo – Giro più veloce |

### Classe 250
| 1974 | Classe | Moto   |    |  |    |   |  |  |  |  |  |  |     |  |  | Punti | Pos. |
| ---- | ------ | ------ | -- |  | -- | - |  |  |  |  |  |  | --- |  |  | ----- | ---- |
| 1974 | 250    | Yamaha | NE |  | NE | 6 |  |  |  |  |  |  | Rit |  |  | 5     | 28º  |

| Legenda | 1º posto        | 2º posto            | 3º posto            | A punti      | Senza punti        | Grassetto – Pole position Corsivo – Giro più veloce |
| Legenda | Gara non valida | Non qual./Non part. | Ritirato/Non class. | Squalificato | '-' Dato non disp. | Grassetto – Pole position Corsivo – Giro più veloce |

### Classe 350
| 1973 | Classe | Moto   |  |  |  |    |  |  |    |  |  |  |  |  |  | Punti | Pos. |
| ---- | ------ | ------ |  |  |  | -- |  |  | -- |  |  |  |  |  |  | ----- | ---- |
| 1973 | 350    | Yamaha |  |  |  | 14 |  |  | NE |  |  |  |  |  |  | 0     |      |

| 1974 | Classe | Moto          |  |  |  |  |  |  |    |  |  |    |    |  |  | Punti | Pos. |
| ---- | ------ | ------------- |  |  |  |  |  |  | -- |  |  | -- | -- |  |  | ----- | ---- |
| 1974 | 350    | Yamaha/Bimota |  |  |  |  |  |  | NE |  |  | NE | 10 |  |  | 1     | 49º  |

| Legenda | 1º posto        | 2º posto            | 3º posto            | A punti      | Senza punti        | Grassetto – Pole position Corsivo – Giro più veloce |
| Legenda | Gara non valida | Non qual./Non part. | Ritirato/Non class. | Squalificato | '-' Dato non disp. | Grassetto – Pole position Corsivo – Giro più veloce |

### Classe 500
| 1973 | Classe | Moto  |    |  |  |    |  |    |  |  |  |  |  |  |  | Punti | Pos. |
| ---- | ------ | ----- | -- |  |  | -- |  | -- |  |  |  |  |  |  |  | ----- | ---- |
| 1973 | 500    | Paton | 14 |  |  | NE |  | 13 |  |  |  |  |  |  |  |       |      |

| 1974 | Classe | Moto  |  |  |     |     |  |  |  |  |  |  |    |    |  | Punti | Pos. |
| ---- | ------ | ----- |  |  | --- | --- |  |  |  |  |  |  | -- | -- |  | ----- | ---- |
| 1974 | 500    | Paton |  |  | Rit | Rit |  |  |  |  |  |  | NE | NE |  | 0     |      |

| 1975 | Classe | Moto               |   |    |   |     |   |  |  |  |     |     |  |    |  | Punti | Pos. |
| ---- | ------ | ------------------ | - | -- | - | --- | - |  |  |  | --- | --- |  | -- |  | ----- | ---- |
| 1975 | 500    | MV Agusta e Suzuki | 4 | NE | 4 | Rit | 4 |  |  |  | Rit | Rit |  | NE |  | 24    | 9º   |

| 1976 | Classe | Moto   |  |     |  |    |  |  |  |  |  |  |  |    |  | Punti | Pos. |
| ---- | ------ | ------ |  | --- |  | -- |  |  |  |  |  |  |  | -- |  | ----- | ---- |
| 1976 | 500    | Suzuki |  | Rit |  | NE |  |  |  |  |  |  |  | NE |  | 0     |      |

| 1977 | Classe | Moto   |  |     |     |   |    |   |    |   |    |   |   |     |  | Punti | Pos. |
| ---- | ------ | ------ |  | --- | --- | - | -- | - | -- | - | -- | - | - | --- |  | ----- | ---- |
| 1977 | 500    | Suzuki |  | Rit | Rit | 3 | NE | 9 | NE | 9 | 11 | 7 | 8 | Rit |  | 21    | 14º  |

| Legenda | 1º posto        | 2º posto            | 3º posto            | A punti      | Senza punti        | Grassetto – Pole position Corsivo – Giro più veloce |
| Legenda | Gara non valida | Non qual./Non part. | Ritirato/Non class. | Squalificato | '-' Dato non disp. | Grassetto – Pole position Corsivo – Giro più veloce |